# Elise Széchényi de Sárvár-Felsövidék

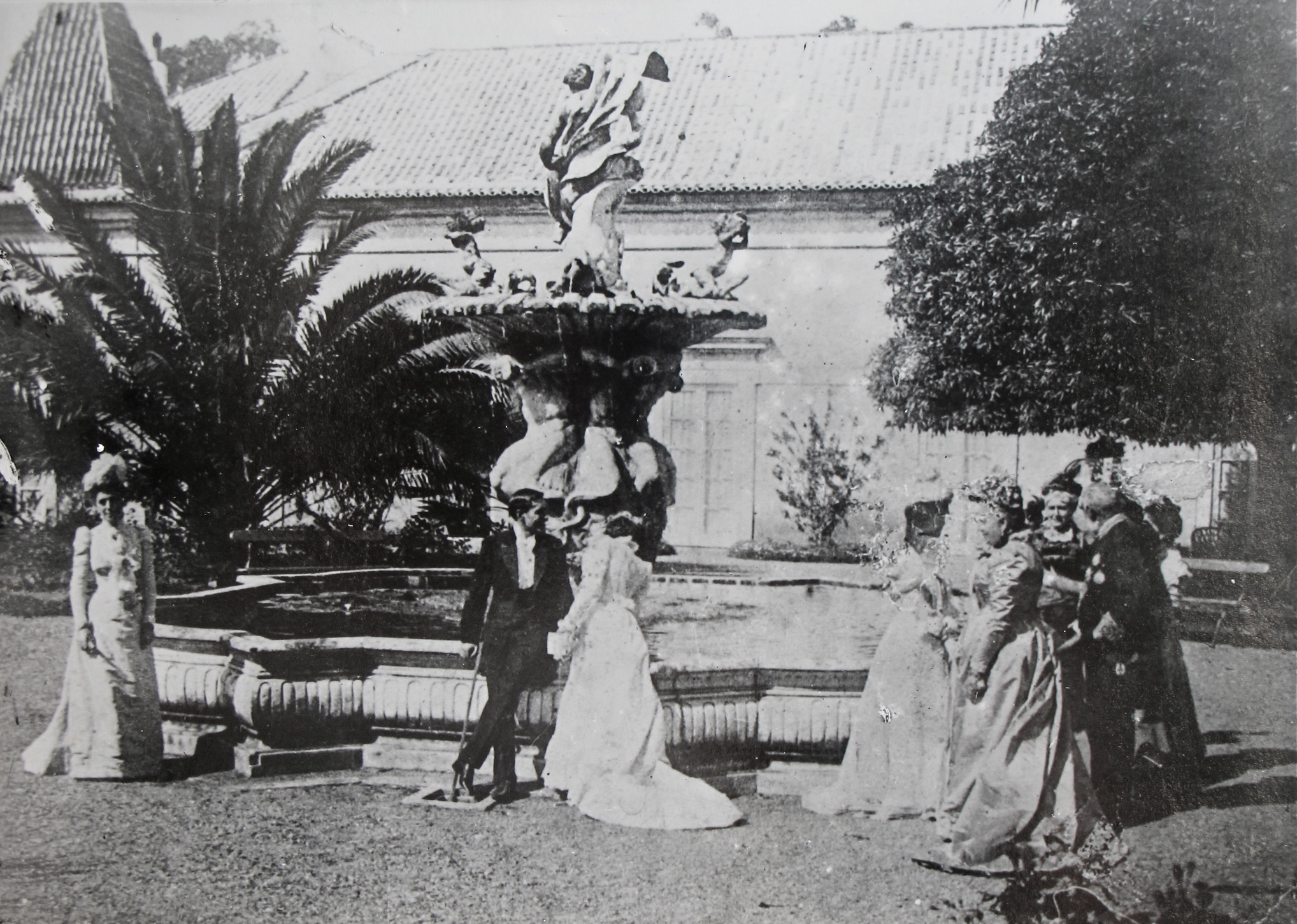
Isabel en su vejez (segunda por la derecha) en el Palacio de Palhava, en Lisboa en 1899.

Elise Széchényi (Sopron, 17 de marzo de 1827-Madrid, 28 de noviembre de 1910) fue una dama húngara conocida por su matrimonio con el noble español Pedro Caro y Álvarez de Toledo, V marqués de la Romana.

## Biografía
Nació en el seno de una familia de la alta nobleza húngara. Fueron sus padres el conde Paul Szechenyi y su segunda esposa, la condesa Emilie Zichy-Ferraris de Zich et Vásonkeö. Su tía materna, Melanie Zichy-Ferraris contraería matrimonio el 30 de enero de 1831 con el príncipe Clemente de Metternich, uno de los políticos más importantes de la Europa de la Restauración y canciller del Imperio austríaco.
Elise tuvo seis hermanos y hermanas:
- Kálmán (1824-1914), militar, casado en 1852 con la condesa Karoline d’Hemricourt von Grünne (1832-1911), con descendencia.
- Gyula (1829-1921), casado en 1863 en primeras nupcias con su prima la condesa Karolina Zichy-Ferraris (1845-1871); y en segundas en 1875 con Paola Klinkosch (1851-1901). Tuvo descendencia de ambos matrimonios.
- Franz (1835-1908), casado en 1861 con la condesa Francisca Erdödy (1841-1906), con descedencia.
- Jenö (1836-1911), casado en 1864 con la condesa Henriette Erdödy (1838-1905), con descendencia. Henriette era hermana de su cuñada Francisca Erdödy.
- Pál (1838-1901), casado en 1861 con Erzsébet Andrássy (1840-1926), con descendencia.
- Dorottya (1841-1892), casa en 1860 con el barón Heinrich von Pereira-Arnstein 1(836-1903), con descendencia.

Con unos veintiún años, en 1848, contrajo matrimonio en Viena con el noble español Pedro Caro y Álvarez de Toledo, hijo de Pedro Caro y Salas, IV marqués de la Romana. Su marido junto a su familia se encontraba exiliado en Viena como otros partidarios del pretendiente Carlos María de Borbón, como consecuencia del conflicto sucesorio desatado en España a la muerte de Fernando VII en 1833.Por entonces su marido utilizaba el título de vizconde (o conde) de Benaesa.
El joven matrimonio volvería a España al año siguiente, instalándose en Palma de Mallorca de donde era originaria la familia de Pedro Caro. De su matrimonio nacerían seis vástagos:
- Pedro (1849-1916), casado con María de la Piedad Martínez de Irujo y del Alcázar; sucedería como VI marqués de la Romana a la muerte de su padre.
- María (1853-1897), casada en 1875 con Carlos Manuel Martínez de Irujo y del Alcázar, VIII duque de Sotomayor.
- José (1854-1936).
- Álvaro (1856-1923), caballero de la Orden de Montesa; casado con Isabel Guillamas y Piñeyro, VIII marquesa de Villamayor.
- María del Pilar (1864-1931) casada en primeras nupcias en 1886 con José Maria de Guillamas y Piñeyro, X marqués de San Felices;  en segundas, en 1899, con su cuñado, viudo de su hermana María, Carlos Manuel Martínez de Irujo y del Alcázar, VIII duque de Sotomayor; y en terceras, en 1922 con su primo Pedro de Alcántara Alvarez de Toledo y Samaniego, XII marqués de Martorell.
- Joaquina (1867-1961), casada con el mexicano Francisco de Paula Fernández del Valle y Martínez Negrete, I marqués del Valle.

La emperatriz Carolina Augusta, viuda de Francisco I de Austria, la nombró dama de la Orden de la Cruz Estrellada en 1850.
Desde 1855, como consecuencia de la muerte de Pedro Caro y Salas, IV marqués de la Romana, su marido se convertiría en V marqués de la Romana siendo Elise, marquesa consorte.A pesar de sus vinculaciones carlistas, Isabel II la nombraría, en 1857, dama de la reina.En la isla de Mallorca el matrimonio poseía el castillo de Bendinat.
En 1860, tuvo un papel destacado junto con su marido en la intentona carlista de San Carlos de la Rápita. Elise protagonizaría una accidentada huida de Palma de Mallorca en un yate cuando el complot se consideró fracasado. El pretendiente carlista Carlos VII consideraba a Elise una mujer de fuerte carácter que sometía a su marido.
Hacia 1872 se instalaron en Madrid, donde su esposo compró como residencia el conocido palacio del Príncipe de Anglona. Quedó viuda en 1888.
Elise murió en la madrileña calle de Claudio Coello (número 35) el 28 de noviembre de 1910.

## Órdenes y cargos

### Órdenes
- Dama de la Orden de la Cruz Estrellada. ( Imperio austríaco, 1850)[6]

### Cargos
- Dama de la reina de España (26 de diciembre de 1857)[8]